# Alina Ilie
Alina Ilie (født 13. maj 1996 i Râmnicu Vâlcea, Rumænien) er en kvindelig rumænsk håndboldspiller, der spiller for SCM Gloria Buzău i Liga Naţională og Rumæniens kvindehåndboldlandshold.
Hun blev udtaget til landstræner Adrian Vasiles trup ved VM i kvindehåndbold 2021 i Spanien, hvor det rumænske hold blev nummer 13.